# Crescent Motor Car Company (Michigan)
Crescent Motor Car Company war ein US-amerikanischer Hersteller von Automobilen aus Michigan.

## Unternehmensgeschichte
Das Unternehmen wurde im Mai 1907 in Detroit gegründet. Im gleichen Jahr begann die Produktion von Automobilen. Der Markenname lautete Crescent. 1908 endete die Produktion.
Im September 1908 übernahm die Constantine Motor Car Company das Unternehmen.
Es gab keine Verbindungen zu den anderen Herstellern von Fahrzeugen der Marke Crescent: Crescent Automobile & Supply Company und Crescent Motor Company. Ein paar Jahre später gab es in Missouri eine namensgleiche Crescent Motor Car Company.

## Fahrzeuge
Die Fahrzeuge waren die Nachfolger zweier anderer Marken. Den Tourenwagen stellte vorher die Reliance Motor Truck Company her. Der Roadster war ein Wagen der Marvel Motor Car Company.